# Olympische Winterspiele 2006/Teilnehmer (Griechenland)
| Gelbes Symbol für Goldmedaillen mit stilisierten Olympischen Ringen | Graues Symbol für Silbermedaillen mit stilisierten Olympischen Ringen | Braundes Symbol für Bronzemedaillen mit stilisierten Olympischen Ringen |
| ------------------------------------------------------------------- | --------------------------------------------------------------------- | ----------------------------------------------------------------------- |
| —                                                                   | —                                                                     | —                                                                       |

Griechenland nahm an den Olympischen Winterspielen 2006 im italienischen Turin mit einer Delegation von fünf Athleten teil.

## Teilnehmer nach Sportarten

### Biathlon
- Stavros Christoforidis
10 km Sprint, Männer: 83. Platz – 32:48,3 min (3 Schießfehler)
20 km Einzel, Männer: 87. Platz – 1:13:13,3 min (11 Schießfehler)

### Ski alpin
- Vasilios Dimitriadis
Riesenslalom, Männer: im 1. Durchgang ausgeschieden
Slalom, Männer: 23. Platz – 1:51,38 min
- Magdalini Kalomirou
Riesenslalom, Damen: 39. Platz – 2:36,45 min
Slalom, Damen: im 1. Durchgang ausgeschieden

### Ski nordisch
- Panagiota Tsakiri
Sprint Freistil, Damen: 66. Platz – 2:43,28 (Qualifikation)
- Lefteris Fafalis (Langlauf)
Sprint Freistil, Männer: 6. Platz im Viertelfinale und somit 29. Platz